# Eurillas
Eurillas là một chi chim trong họ Pycnonotidae.